# 鹿児島県道31号加世田川辺線
鹿児島県道31号加世田川辺線（かごしまけんどう31ごう かせだかわなべせん）は、鹿児島県南さつま市から南九州市に至る県道（主要地方道）である。

## 概要
南さつま市加世田本町から南九州市川辺町永田に至る。
かつては「笠沙川辺線」という路線名であったが、南さつま市加世田本町から南さつま市笠沙町までの区間が国道226号に昇格したため改められた。

### 路線データ
- 起点：鹿児島県南さつま市加世田本町（本町交差点、国道270号交点）
- 終点：鹿児島県南九州市川辺町永田（永田交差点、国道225号交点）
- 陸上距離：6.880 km[1]

## 歴史
- 1993年（平成5年）5月11日 - 建設省から、県道加世田川辺線が加世田川辺線として主要地方道に指定される[2]。

## 地理

### 通過する自治体
- 南さつま市
- 南九州市

### 交差する道路
| 交差する道路 | 市町村名   | 交差する場所 | 交差する場所      |
| ------------ | ---------- | ------------ | ----------------- |
| 国道270号    | 南さつま市 | 加世田本町   | 本町交差点 / 起点 |
| 国道225号    | 南九州市   | 川辺町永田   | 永田交差点 / 終点 |

### 沿線
- 南さつま市役所（起点付近）